# Jane Hamilton Hall
Jane Hamilton Hall (23 de juny de 1915 - novembre de 1981) va ser una física nord-americana. Durant la Segona Guerra Mundial va treballar en el Projecte Manhattan. Després de la guerra va romandre al Laboratori Nacional Los Alamos, on va supervisar la construcció i posada en marxa del reactor nuclear de Clementine. Va ser sotsdirectora del laboratori el 1958. Va ser secretària del Comitè Assessor General de la Comissió d'Energia Atòmica des de 1956 fins a 1959 i va ser membre del comitè des de 1966 fins a 1972.

## Biografia
Jane Hamilton va néixer a Denver, Colorado, el 23 de juny de 1915. Va ingressar a la Universitat de Chicago, on el 1937 va obtenir el seu títol de llicenciada en ciències (BS), el seu Màster en Ciències (MS) el 1938 i el doctorat en física el 1942, escrivint la tesi amb el títol The Temperature Diffuse Scattering of X-Rays by Potassium Chloride and Potassium Bromide Crystals. Allà va conèixer i es va casar amb David Hall, un estudiant de física, el 1939. Van tenir dos fills, Malcolm i Linda. Va ser membre del Alpha Gamma Delta, una fraternitat de dones internacional.
Després de treballar durant un any com a instructors a la Universitat de Denver, es van unir al projecte Manhattan, l'esforç durant la Segona Guerra Mundial per desenvolupar bombes atòmiques al seu Laboratori Metal·lúrgic de la Universitat de Chicago. Les regles del nepotisme van impedir que tots dos treballessin en els mateixos grups, de manera que mentre David treballava en el disseny dels reactors nuclears, Hall va ser assignada al grup de física de la salut Herbert Parker, on aviat es va convertir en el cap de la seva secció d'Estudis Especials. Parker va investigar els aspectes de seguretat dels reactors i va investigar els perills de la inhalació del plutoni.
El novembre de 1945, Hall i David van acceptar un lloc de treball al Laboratori Los Alamos. Això va ser en un moment baix per al laboratori; En acabar la guerra, la majoria dels científics que hi treballaven volien tornar a les seves universitats i laboratoris i gran nombre d'ells i elles va marxar. Però el laboratori estava treballant en ciències d'avantguarda. Se'ls va donar la tasca de supervisar la construcció i la posada en marxa del reactor nuclear Clementine, nom en codi del primer reactor de neutrons ràpids del món, el primer en ser alimentat per plutoni, i el primer a utilitzar un líquid refrigerant, en aquest cas, el mercuri. Va ser crític el 1946, i va ser utilitzat per a experiments científics fins al 1953, quan va ser desmantellat.
Entre els interessos cientifics de Hall hi havia el desenvolupament dels reactors nuclears, la cristal·lografia de raigs X, la física de neutrons i els rajos còsmics. El 1951 va informar a Robert Oppenheimer dels resultats de l'Operació Greenhouse (Operació Hivernacle), la quinta sèrie de proves nuclears dels Estats Units, realitzada les illes de l'Atol Enewetak, on tots els dispositius que van ser muntats en grans torres d'acer, per a simples explosions d'aire, i en on el rendiment d'una bomba atòmica va ser "reforçat" per l'addició d'una petita càpsula que contenia menys d'una onza (28 g) de deuteri i triti, que no obstant això va augmentar el rendiment en 25 kilotones de TNT (100 TJ).
El 1958 Hall es va convertir en directora associatda del Laboratori Nacional de Los Alamos. Aquest any va ser delegada nord-americana a la Conferència Àtoms per la Pau de Ginebra. Va ser secretària del Comitè Assessor General (GAC) de la Comissió d'Energia Atòmica (AEC) des de 1956 fins a 1959, i va ser membre del GAC del 1966 al 1972. Quan el president Lyndon Johnson la va designar el 1966, es va convertir en la primera dona en servir al GAC. Ella també va ser membre del comitè assessor de l'AEC sobre materials nuclears i salvaguardes des de 1967 fins a 1972. Es va retirar del laboratori nacional de Los Alamos el 1970. A l'octubre d'aquest mateix any, el president de l'AEC, Glenn Seaborg, li va presentar la Cita de la Comissió d'Energia Atòmica i la medalla d'or.
Jane Hamilton Hall va morir al novembre de 1981.